# Все меры предосторожности
«Все меры предосторожности» (англ. Extreme Prejudice) — американский остросюжетный боевик 1987 года, снятый Уолтером Хиллом.

## Сюжет
В Южном Техасе, на границе США и Мексики, отлажен наркотрафик и процветает торговля наркотиками. В приграничный городок тайно прибывает спецкоманда, для рекогносцировки и подготовки к операции по уничтожению местного наркобарона Кэша Бейли. В лучших традициях ЦРУ, деньги на операцию команда собирает, грабя местный банк. Но это лишь отвлекающий манёвр, для того, чтобы майор Пол Хакетт смог добраться до ячейки Бейли и извлечь из неё ценные записи. На фоне происходящего, идут сложные отношения между местным шерифом Джэком Бэнтином и его юношеским другом Кэшом из-за сердца певицы Сариты Сиснерос, которые на протяжении долгих лет они никак не могут решить.
Ограбление банка проходит довольно успешно, но посыльный Кэша устраивает перестрелку, в которой погибает он сам и один из грабителей. Двое других, Джэку удаётся задержать и отправить за решётку. Тем временем, Джэк ссорится с Саритой, и она убегает вместе с Кэшом к нему на его мексиканскую асьенду. Шерифу удаётся установить личности грабителей, которые числятся убитыми, и он встречается с майором Хакеттом. Выяснив, что они преследуют одну и ту же цель – нейтрализацию наркобарона Бейли, они объединяют свои силы и отправляются в Мексику. На асьенде бывшего друга, Джэк ставит ультиматум Кэшу, но тот и не собирается сдаваться без боя. После продолжительного противостояния между ними, Джэк, в итоге, выходит победителем и забирает Сариту обратно в Штаты.

## В ролях
- Ник Нолти — шериф Джэк Бэнтин
- Пауэрс Бут — Кэш Бейли
- Майкл Айронсайд — майор Пол Хакетт
- Мария Кончита Алонсо — Сарита Сиснерос
- Рип Торн — шериф Хэнк Пирсон
- Клэнси Браун — мастер сержант Ларри МакРос
- Уильям Форсайт — сержант 1-го класса Бак Ответер
- Том Листер-мл — Мондэй